# Campamento de verano (película de 1983)
Sleepaway Camp (titulada en castellano como Campamento Sangriento) es una película de terror escrita y dirigida por Robert Hiltzik, quien también ejerció de productor ejecutivo. El filme cuenta cómo unos campistas adolescentes son asesinados poco a poco en un campamento de verano. Estrenada en 1983, la película ha llegado a ser muy conocida por tener uno de los finales más espeluznantes y sorprendentes del género.

## Argumento
La historia comienza en el verano de 1975, con John Baker (Dan Tursi) y su pequeños hijos, Angela y Peter, navegando en un lago. Tras volcar su pequeño bote y ante las llamadas de Lenny (James Paradise), el amante de John, los tres intentan volver a tierra a nado, mientras una pareja de adolescentes en una lancha motora los arrollan, matando al padre y a uno de los niños. Ocho años después, Angela (Felissa Rose) vive con su excéntrica tía la doctora Martha Thomas (Desiree Gould) y el hijo de ésta, Richard "Ricky" Thomas (Jonathan Tiersten), cuando Martha envía a Angela y Ricky al campamento Macdonalds. Debido a su naturaleza extremadamente introvertida, Angela es ridiculizada e intimidada por algunos de sus compañeros campistas, especialmente por Judy (Karen Fields) y por Meg (Katherine Kamhi), una de las monitoras. Lo que no toman en cuenta es que dentro de ese bosque acecha un asesino al que le agradan los campistas, y estos pronto empezarán a caer uno por uno. Artie, el jefe de cocina, intenta violarla, pero Ricky lo interrumpe. Más tarde, mientras Artie está hirviendo maíz, una figura invisible lo derriba de la silla y le provoca graves quemaduras con la olla de agua hirviente. 
Los campistas Kenny y Mike comienzan a burlarse de Angela, lo que lleva a Ricky y su amigo Paul a iniciar una pelea con ellos. Después de que Gene haya puesto fin a la pelea, Ricky y los otros chicos que han tomado parte en ella se van, mientras que Paul se queda atrás y se hace amigo de Angela. Más tarde, Kenny es ahogado por una figura invisible, su cuerpo es encontrado al día siguiente y su muerte también es dictaminada como accidental por Mel. Los campistas Billy y Jimmy también se meten con Angela arrojándole globos de agua, y poco después Billy es asesinado a su vez por un asaltante misterioso que lo encierra en un retrete y deja caer una colmena dentro, con lo que es picado hasta la muerte.
La relación entre Ángela y Paul se tensa cuando Paul le da un doble beso de buenas noches, lo que hace que Angela tenga un flashback de su juventud cuando ella y su hermano vieron a su padre en la cama con Lenny. Paul entonces es seducido por Judy, quien lo lleva hacia el bosque donde los dos son encontrados besándose por Angela y Ricky. Culpable, Paul intenta explicárselo a Angela mientras están en la playa. Mientras Paul habla con Angela, es espantado por Judy y Meg, que tiran a Angela al agua. Después de haber sido sacada del lago por el salvavidas Hal y de que varios niños le hayan arrojado arena, una Angela claramente alterada es consolada por Ricky, que jura vengarse de sus agresores. Después de lo sucedido en la playa, Meg se prepara para una cita con Mel. Durante la ducha, ella es asesinada por el asesino invisible que le rebana la espalda a través de la cabina de la ducha con un cuchillo de caza.
La desaparición de Meg pasa desapercibida. En lo social, Angela se acerca a Paul y le dice que se encuentren en la costa. Los seis niños que arrojaron arena a Angela son llevados a acampar con el consejero de Eddie. Cuando dos de ellos piden volver, Eddie los lleva de vuelta a su auto y se van de regreso al campamento. Los otros cuatro niños son cortados en pedazos con el hacha de Eddie cuando este regresa. Poco después, Judy muere por haber sido violada con un rizador de cabello. El pánico se apodera del campamento cuando Eddie anuncia la muerte de los cuatro niños. Ricky escucha esta noticia antes de ser atacado por Mel, que había descubierto el cadáver de Meg y culpa a Ricky por su muerte. Después de golpear a Ricky sin piedad, Mel tropieza en el campo de tiro, donde el asesino le dispara una flecha en la garganta.
A medida que los consejeros y la policía recorren el campamento, descubren a Ricky inconsciente pero vivo, y Angela se reúne con Paul en la playa, sugiriéndole que vayan a nadar. Ronnie y Susie encuentran a Angela desnuda tarareando y agarrando a la vez un cuchillo de grandes dimensiones y la cabeza cortada de Paul en sus manos. Ellos se sorprenden al descubrir que "Angela" es en realidad Peter, su hermano que se pensaba muerto. Se puso de manifiesto que la verdadera Angela murió en el accidente y Peter sobrevivió. Después de que Martha obtuviera su custodia, decidió criar a Peter como la chica que siempre quiso, ya que tenía un hijo y llegó a la conclusión de que otro niño "simplemente no lo quería". También se insinúa que Peter/Angela fue mentalmente afectado por ver a su padre compartiendo un abrazo homosexual con otro hombre. La película termina de repente con "Angela" desnuda y cubierta de sangre, sus genitales masculinos a la vista, de pie ante Susie y Ronnie mientras deja escapar un grito bestial.

## Reparto
- Felissa Rose como Angela Baker.
- Jonathan Tiersten como Ricky Thomas.
- Karen Fields como Judy.
- Christopher Collet como Paul.
- Mike Kellin como Mel.
- Katherine Kamhi como Meg.
- Paul DeAngelo como Ronnie.
- Tom Van Dell como Mike.
- Loris Sallahain como Billy.
- John E. Dunn como Kenny.
- Willy Kuskin como Mozart.
- Desiree Gould como la tía Martha.
- Owen Hughes como Artie.
- Robert Earl Jones como Ben.
- Susan Glaze como Susie.
- Frank Trent Saladino como Gene.
- Rick Edrich como Jeff.
- Fred Greene como Eddie.
- Allen Breton como Frank, el policía.
- Michael C. Mahon como Hal.
- John Churchill como el doctor.
- Dan Tursi como John.
- James Paradise como Lenny.
- Paul Poland como Craig.
- Alyson Mord como Mary Ann.
- Carol Robinson como Dolores.
- Bram Hand como Scott.
- Brad Frankel como Joey.
- Dee Dee Friedman como Marie.
- Julie Delisio como Betsy.
- Michael Lerman como Greg.
- Lisa Buckler como Leslie.
- Colette Lee Corcoran como Angela (de niña).
- Frank Sorrentino como Peter (de niño).

## Estreno
La película tuvo un estreno ilimitado por United Film Distribution Company el 18 de noviembre de 1983. En su primer fin de semana recaudó un total de $43,000,000. Cuando fue estrenada, fue la película con mayor recaudación en New York ganándole a su competidor recaudando casi el doble que Amityville 3-D. La película tuvo un éxito moderado en su primer estreno.

## Recepción
Sleepaway Camp recibió comentarios positivos de la crítica, con muchos críticos apreciando el giro final de la película. En Rotten Tomatoes le da a la película un puntaje de 83% basado en 17 comentarios.
En Bloody Disgusting recibió comentarios positivos, apreciando la interpretación de Felissa Rose y el retorcido final, llamándolo «uno de los más sorprendentes que se hayan visto desde, posiblemente, Psycho» de Hitchcock. AllMovie escribe sobre la película: «Aunque la mayor parte de la historia de confusión acerca de la identidad sexual no está lo suficientemente trabajada, Sleepaway Camp es lo bastante peculiar como para merecer ser vista por los entusiastas del género».

## Remake
Alguien, el creador de la franquicia Sleepaway Camp, anunció en 2017 que en un futuro cercano se realizaría un remake de la misma.

## Secuelas
- Campamento sangriento II (1988)
- Campamento sangriento III (1989)
- Sleepaway Camp IV: The Survivor (2002)
- Return to Sleepaway Camp (2008)